# Зак Брајан
Закари Лејн Брајан (енгл. Zachary Lane Bryan; Окинава, 2. април 1996) амерички је кантри кантаутор.

## Биографија
Рођен на Окинави, где му је породица била стационирана, али је одрастао у Улоги. Има сестру, Макензи. Настављајући породичну традицију, био је активни члан Америчке ратне морнарице осам година, а пријавио се када је имао 17 година. Почео је да пише песме са 14 година и користио је своје слободно време док је био у морнарици да пише музику за своје уживање.

## Дискографија
- (2019)
- (2020)
- (2022)
- (2023)
- (2024)